# Călacea (Timiș)

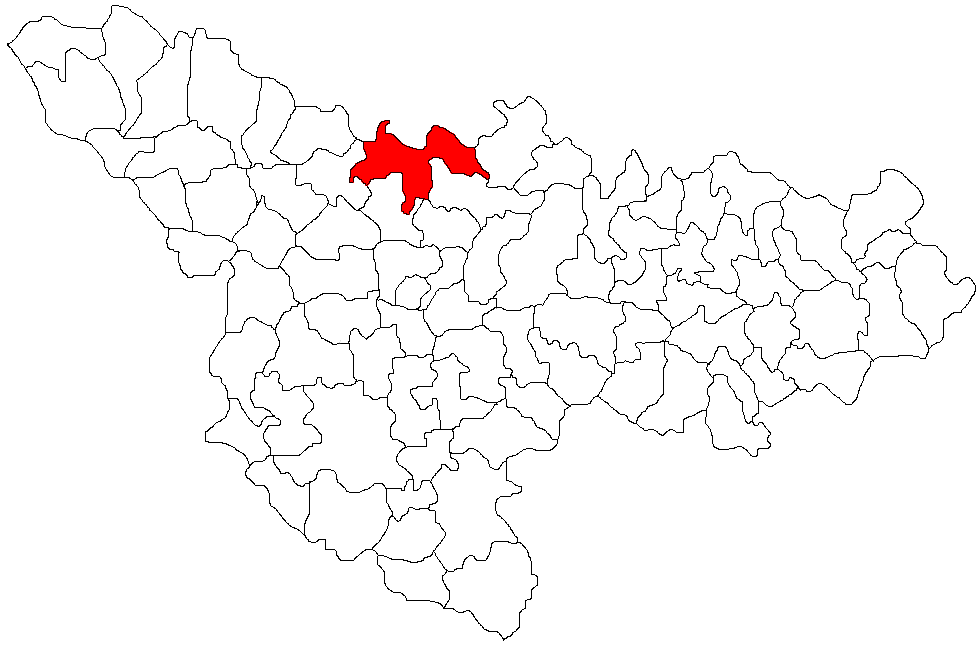
Lage der Gemeinde Orțișoara im Kreis Timiș

Călacea (deutsch Kalatscha, ungarisch Kalácsa auch Temeskalácsa) ist ein Dorf im Kreis Timiș in der Region Banat in Rumänien. Das Dorf Călacea gehört zur Gemeinde Orțișoara. Der Ort ist eines der Kurbäder im Westen des Landes. Auf dem Areal des Dorfes befinden sich Erdöl- und Erdgasvorkommen.

## Geografische Lage

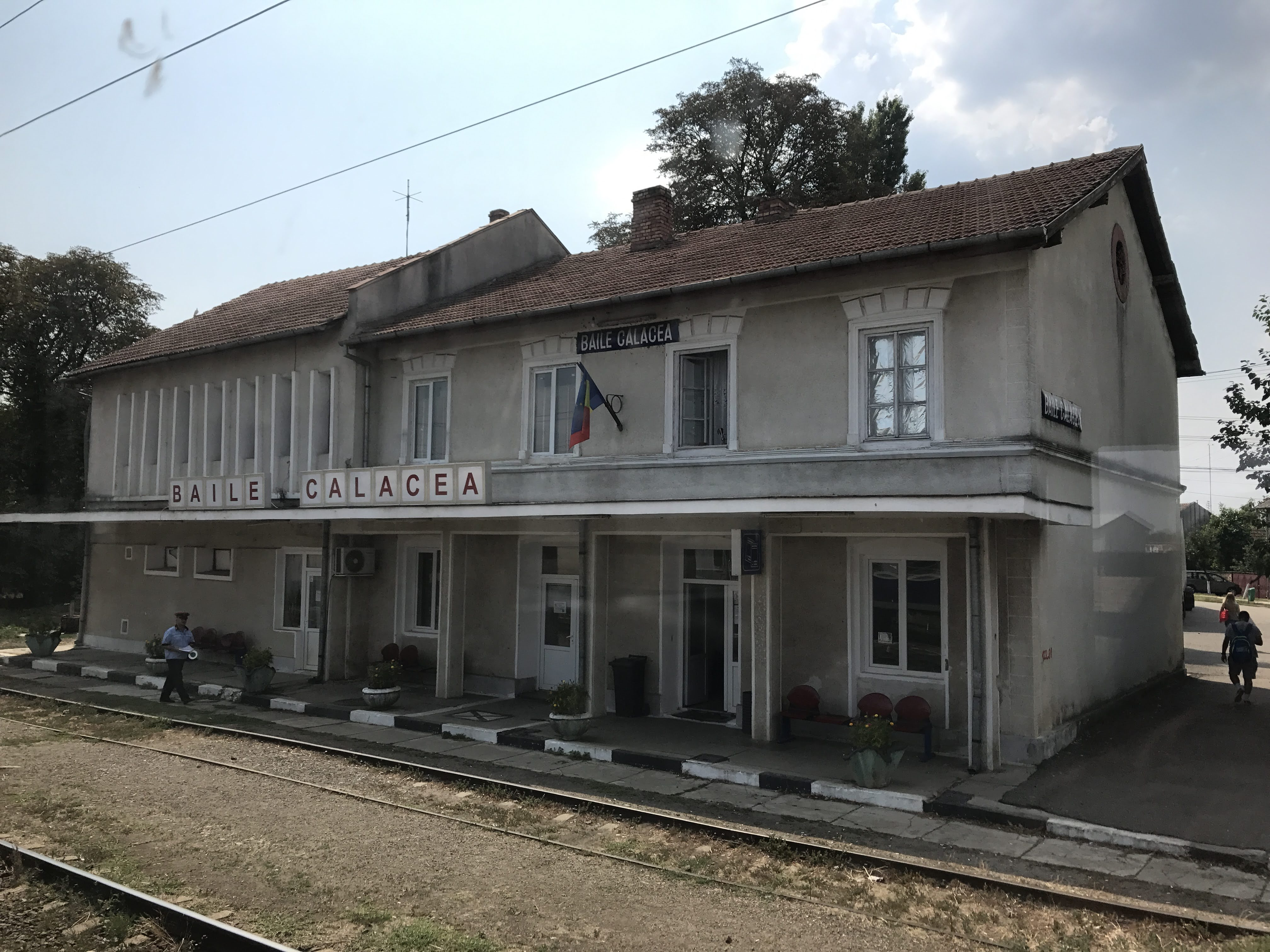
Bahnhof von Călacea

Calcea liegt im Norden des Kreises Timiș, 25 Kilometer von Timișoara (Temeswar) und 30 km von Arad entfernt.
In der Nähe gelegene Bahnhöfe an der Bahnstrecke Timișoara–Arad sind Orțișoara im Osten und Băile Călacea im südlich gelegenen Ort Carani.

## Nachbarorte
| Gelu      | Mănăștur                                    | Vinga     |
| Satchinez | Kompassrose, die auf Nachbargemeinden zeigt | Orțișoara |
| Hodoni    | Carani                                      | Cornești  |

## Geschichte
Eine erste urkundliche Erwähnung einer Ortschaft auf dem Areal des heutigen Dorfes Călacea stammt aus dem Jahr 1311 unter dem Ortsnamen Kalandava. 1341 tritt der Ort unter der Bezeichnung Kalacha in Erscheinung. 1454 wird der Ort als Kalocha im Besitz der Familie Kalocsgi erwähnt. Beginnend mit der Türkenzeit ist von Calacea in den Dokumenten die Rede.
Auf der Josephinischen Landaufnahme von 1717, ist der Ort Calazzo eingetragen. Nach dem Frieden von Passarowitz (1718), als das Banat eine Habsburger Krondomäne wurde, war Kalatcs Teil des Temescher Banats. Auf der Mercy-Karte von 1723 ist der Ort Kalacs eingetragen und neben der Ortschaft die Puszta Kallacs. Auf der Griselini-Karte von 1776 erscheint Callazo und im Wörterbuch des Johann Matthias Korabinsky Callatzo als rumänisches Dorf. Im Jahr 1818 wurde das „Constitutiv GrundBuch“ von Kallatcsa verfasst. 1836 führt der Ort den Namen Kalacsa. Mit dem Zuzug von deutschen Familien setzte sich Kalatscha und mundartlich Kulaatschi durch.
Am 4. Juni 1920 wurde das Banat infolge des Vertrags von Trianon dreigeteilt. Der größte, östliche Teil, zu dem auch Calacea  gehört, fiel an das Königreich Rumänien. Ab 1920 wurde Calacea die amtliche Bezeichnung.
Die in den 1970er Jahren entdeckten Erdöl- und Erdgasvorkommen auf dem Dorfhotter werden auch heute noch gefördert.

### Kurbad „Băile Călacea“
Im Jahre 1905 ließ Gräfin Iphigenia d’Harcourt auf ihrem Kalatschaer Gut, zur Viehtränke, einen Brunnen bohren, welcher jedoch aus 516 m Tiefe kein Trinkwasser, sondern 38° warmes Thermalwasser hervorbrachte. 1910 verkaufte sie das Gut an die Orzydorfer Familie Keller. Aufmerksam gemacht von einem in diesem Thermalwasser badenden und vom Rheuma genesenden Hirten, prüfte der Kreisarzt Josef Parche die Heilkraft des Wassers nochmals an dem rheumakranken Michael Amsel, mit demselben guten Erfolg.
1912 richtete Keller zwei Räume mit Badewannen ein, und die Behörden genehmigten einen Probebetrieb. Nachdem die Heilkraft des Thermalwassers bekannter wurde, hatte man hier 1913 schon 5 eingerichtete Badezimmer. Nach dem Ersten Weltkrieg wurde das Gebäude auf 20 Badezimmer erweitert, und für die Verpflegung der Kurgäste wurde ein Gasthaus eröffnet. Bald kamen auch Gäste aus dem Ausland. So entstand der „Magdalenahof“ und 1926 das Gästehaus „Marienheim“. In dieser Zeit wurden auch der Park und die Blumenbeete angelegt. Bald bot das von der Familie Keller betriebene Kurbad gleichzeitig bis zu 200 Kurgästen Unterkunft und Verpflegung an. Die Weiterentwicklung dieses Kurbetriebs wurde 1948 unterbrochen, als die Familie Keller infolge des Nationalisierungsgesetzes vom 11. Juni 1948 enteignet und das Kurbad „Băile Călacea“ verstaatlicht wurde.
In der Folge ist das Kurbad Kalatscha verkommen, bis Mircea Meltes es Anfang der 2000er Jahre übernahm. Heute hat Bad Kalatscha 70 Zimmer mit Doppelbetten, ein großes Restaurant mit guter Küche, kompetentes ärztliches Personal, ein Freibad, Tennis- und Fußballplatz.

## Demografie
Die Bevölkerungsentwicklung des Dorfes Călacea von 1880 bis 2002:
| 1880 | 1077 | 789 | 155 | 114 | 19 |
| 1910 | 1096 | 828 | 64  | 192 | 12 |
| 1930 | 1070 | 788 | 111 | 170 | 1  |
| 1977 | 804  | 644 | 111 | 45  | 4  |
| 2002 | 674  | 610 | 39  | 24  | 1  |